# Das ideale Brautpaar
 (février 2022).
Le contenu est difficilement compréhensible vu les erreurs de traduction, qui sont peut-être dues à l'utilisation d'un logiciel de traduction automatique.
Pour plus de détails, voir Fiche technique et Distribution.
Das ideale Brautpaar (en français Les mariés idéaux) est un film allemand réalisé par Robert Adolf Stemmle sorti en 1954.

## Synopsis
Le programme Das ideale Brautpaar  des débuts de la télévision de la République fédérale d'Allemagne est une garantie d'audience exceptionnelle. Plusieurs couples mariés sont présentés et chacun placé devant un micro. Dès que l'émission est terminé, on commence à chercher le prochain « couple idéal ». On pense l'avoir trouvé, par exemple, avec l'étudiante en commerce Henny Schubert et le graphiste au chômage Harald Wandel. Mais cette fois ce n'est pas si facile. Tous deux souffrent des intrigues de leurs proches, qui tentent de torpiller le bonheur, car ils espèrent un "meilleur match" pour leur enfant. Le cas de la vendeuse de billets de cinéma Uschi Marek est complètement différent. Elle a déjà beaucoup d'expérience masculine derrière elle, mais cela s'est toujours soldé par une déception. Ce n'est qu'après avoir rencontré le simple mécanicien Hans Krümmel qu'elle se rend compte que d'autres choses comptent lors du choix d'un partenaire que l'attrait extérieur. Pourtant, cet homme à l'allure plutôt moyenne lui apporte exactement ce qu'elle a toujours recherché : la sécurité et la sincérité.
Le cas de Wally Engelschalk et Walter Schlueter est complètement différent. Wally est une vieille fille qui arrive à peine à intéresser un homme ; une « souris grise » qui a peu à peu renoncé à tout espoir de bonheur. Mais la secrétaire consciencieuse rencontre alors Walter, qui tient une petite animalerie, un célibataire tout aussi timide et renfermé que Wally. Deux cœurs solitaires se sont trouvés. Felicitas Martini et son fiancé secret Jürgen Busse, en revanche, ont un problème complètement différent. Ils sont déjà ensemble et très heureux ensemble, s'il n'y avait pas les parents arrogants de Felicitas, le Dr. Martini et sa femme. En tant qu'universitaire, M. Martini a un prétendant pour sa fille. Jürgen est un joueur de football professionnel et se tient dans les buts de son club. Même sa réussite professionnelle n'aide pas, car M. Martini ne pense pas beaucoup au football en général. En fin de compte, cependant, il se renseigne. Finalement, les couples choisis se placent devant la caméra dans l'émission et présentent leur bonheur amoureux. Seuls Harald et Henny manquent à l'appel. Ils ont encore un obstacle de jalousie à surmonter avant de pouvoir enfin s'embrasser.

## Fiche technique
- Titre : Das ideale Brautpaar
- Réalisation : Robert Adolf Stemmle
- Scénario : Gerda Corbett, Robert A. Stemmle
- Musique : Heinz Gietz
- Directeur artistique : Karl Vollbrecht, Wilhelm Vorwerg
- Photographie : Igor Oberberg
- Costumes : Trude Ulrich
- Son : Werner Maas
- Montage : Walter Wischniewsky
- Production : Hans Wölffer
- Société de production : Berliner Bühnen- und Film, Norddeutsche Filmproduktion
- Société de distribution : Allianz Filmverleih
- Pays d'origine :  Allemagne de l'Ouest
- Langue : allemand
- Format : Noir et blanc - 1,37:1 - Mono - 35 mm
- Genre : Comédie romantique
- Durée : 95 minutes
- Dates de sortie :
  - Allemagne de l'Ouest : 21 janvier 1954.

## Distribution
- Ingeborg Körner : Henny Schubert
- Hans Reiser (de) : Harald Wandel
- Peter Mosbacher : Alfred Tausendfreund
- Lucie Mannheim : Alwine Steingass
- Hilde Weissner : Ina Wandel, la mère de Harald
- Günther Lüders : Walter Schlüter
- Blandine Ebinger : Wally Engelschalk
- Elisabeth Flickenschildt : la baronne Windschildt, l'entremetteuse
- Ernst Schröder : Dr. Martini
- Lonny Kellner : Uschi Marek
- Hans Dieter Zeidler (de) : Hans Krümmel
- Liane Croon : Felicitas Martini
- Frans de Munck : Jürgen Busse
- Karin Evans (de) : la mère Martini
- Michael Cramer (de) : Peter Bach
- Gert Günther Hoffmann (de) : Klaus Peter Hörrmann
- Jacques Königstein (de) : l'animateur radio

## Production
Le film est inspiré de l'émission de la NWDR du même nom de Jacques Königstein, réalisé en novembre et décembre 1953 à Berlin et à Cologne.